# Maculoncus
Maculoncus là một chi nhện trong họ Linyphiidae.